# اشلای
اشلای (آلمانی: Schlei), (دانمارکی: Slien) یک آبدره باریک و طولانی در جنوب ایالت شلسویگ-هولشتاین آلمان است که دریای بالتیک را به شهر شلسویگ متصل می‌کند. این آبدره حدود ۴۲ کیلومتر طول دارد و عرض آن بین ۱۰۰ متر تا ۴ کیلومتر متغیر است. اشلای به دلیل زیبایی طبیعی، روستاهای جذاب و اهمیت تاریخی‌اش شناخته می‌شود.
اشلای در طول تاریخ به عنوان یک مسیر مهم تجاری و حمل و نقل مورد استفاده قرار می‌گرفته است. وایکینگ‌ها از این آبدره برای دسترسی به دریای بالتیک استفاده می‌کردند و در طول قرون وسطی، شهرهای اشلسویگ و کاپل در دو انتهای اشلای به مراکز مهم تجاری تبدیل شدند.
در امتداد اشلای، چندین روستای تاریخی وجود دارد، از جمله اشلسویگ، کاپل، آرنیس و ماآسبول. این روستاها معماری سنتی، کلیساهای قدیمی و بندرگاه دارند.
اشلای یک زیستگاه مهم برای انواع گونه‌های گیاهی و جانوری است. این آبدره همچنین یک منطقه مهم برای پرندگان مهاجر است.
امروزه اشلای یک منطقه شناخته شده برای ورزش‌های دریایی است. مکان‌های تفریحی محبوب عبارتند از ماس‌هولمر، کپل، اولپنس، آرنس، میسوند و اشلسویگ. دو پل در کپل (پل اشلای) و لیندانس (پل لیندانس) و دو کشتی در برودربی/میسوند و آرنس/سانداگر از روی آبدره عبور می‌کنند. منطقه اشلای از اکتبر ۲۰۰۸ به عنوان یک پارک طبیعی (پارک طبیعی اشلای) شناخته شده است.

## جغرافیا
این آبدره در انتهای غربی دریای بالتیک، بین مناطق آنگلن (Angeln) و شوانسن (Schwansen) قرار دارد. همانند آبدره‌های شرق یوتلاند (Jutland)، اشلای یک دره تونلی غرق‌شده است که در آخرین عصر یخبندان شکل گرفته است. شهر کپل در دهانه آن و شهر اشلسویگ در انتهای آن قرار دارد. پادشاه دانمارک، اریک پلوپنینگ، در اشلای درگذشت.
اشلای با طول تقریبی ۴۲ کیلومتر، تا حدودی ویژگی‌های رودخانه‌ای دارد و با مسیر متنوع و غیرمعمول خود با پیچ و خم‌ها و خلیج‌های متعدد (مانند خلیج هادبی یا خلیج اورنوم) متمایز می‌شود. این آبدره دارای میانگین عرض ۱٫۳ کیلومتر و میانگین عمق ۳ متر است که در مجموع مساحت سطح آبی ۵۴٫۶ کیلومتر مربع و حجم تقریبی ۱۶۳٫۸ میلیون متر مکعب را ایجاد می‌کند. باریک‌ترین نقطه اشلای با ۱۲۰ متر در میسوند و برودربی است. در گستره بزرگ (Store Bredning)، اشلای به عرض ۴٫۲ کیلومتر می‌رسد. عرض گستره کوچک (Lille Bredning) 2.1 کیلومتر است. گستره بزرگ و کوچک توسط تنگه ۲۸۰ متری استگسویک در نزدیکی استگسویک از هم جدا می‌شوند. سایر گستره‌ها عبارتند از گستره بیستروپ (Büstorfer Breite) در نزدیکی ریس‌بی و گستره ماشولم (Maasholmer Breite) در نزدیکی دهانه آبدره به دریای بالتیک. عمیق‌ترین نقطه اشلای بیش از ۱۵ متر نیست.
آبدره حاوی آب لب‌شور است. میزان شوری از دهانه اشلای تا شهر اشلسویگ، جایی که کمترین میزان را دارد، کمی متفاوت است. دهانه به سمت دریای بالتیک در نزدیکی اشلیمینده توسط پشته‌های شنی مسدود شده و به صورت مصنوعی باز نگه داشته می‌شود.
منطقه اطراف آبدره با چشم‌انداز تپه‌ای متنوع با شهرهای کوچک متعدد مشخص می‌شود. روستاهای مرکزی عبارتند از ریس‌بی، سوروپ، ساتروپ و ساندر براروپ و همچنین بنادر تجاری کپل و آرنس. بر خلاف آنگل، نیمه جزیره سوانس در جنوب اشلای تحت تأثیر شدید کشاورزی قرار دارد. پرچین‌های زنده (به آلمانی Knick) بین مزارع و سواحل شنی وسیع و صخره‌های ساحلی مشرف به دریای بالتیک از ویژگی‌های کل منطقه است.
اشلای مرز بین مناطق اشلسویگ آنجل و سوانسو را تشکیل می‌دهد. در دوران دانمارک قبل از جنگ ۱۸۶۴، اشلای در یک بخش مرز بین بخش اشلای در جنوب آنجل و بخش ریس‌بی (بعدها منطقه املاک سوانس، بخش اگرنفورده) در سوانسو را تشکیل می‌داد.

## تاریخچه
این آبدره در درجه اول توسط توده‌های یخ و آب ذوب شده در طول آخرین عصر یخبندان (عصر یخبندان ویچسلین) در حدود ۱۲۰٬۰۰۰ تا ۱۰٬۰۰۰ سال پیش شکل گرفته است. احتمالاً فرسایش یک یخچال طبیعی (فرسایش زیر یخبندان) بوده است که دره تونلی را شکل داده است. تپه‌های اطراف آبدره عمدتاً از مورن‌های یخچال‌های طبیعی در حال عقب‌نشینی تشکیل شده‌اند.
در عصر وایکینگ‌ها، اشلای همراه با آیدر و ترن یک مسیر تجاری بین‌المللی در باریک‌ترین نقطه یوتلاند بود. در انتهای آبدره، در نزدیکی خلیج هادبی، شهر وایکینگ‌ها، هدبی قرار داشت که بعدها به نفع شهر اشلسویگ رها شد. موزه هدبی اکنون داستان این شهر متروکه را روایت می‌کند. دیگر سکونتگاه‌های عصر وایکینگ‌ها در نزدیکی اشلای شامل کوسل و فیزینگ بودند. در غرب شبه جزیره ریجولم، باستان شناسان در سال ۱۹۹۲ تخته‌هایی از یک سد دریایی بزرگ پیدا کردند که قدمت آن به سال ۷۳۶ می‌رسد.

## کشتی کارسکوف
در سال ۲۰۰۱، باستان شناسان بقایای یک کشتی باری اسکاندیناوی را در حدود ۸۰ متری روستای کارسکوف کشف کردند. کشتی کارسکوف (به آلمانی: Wrack von Karschau) 25 متر طول و حداقل ۶٫۶۰ متر عرض داشته است. لاشه کشتی را می‌توان با استفاده از تاریخ‌گذاری درختی به حدود سال ۱۱۳۸ نسبت داد. بعدها، اشلای اهمیت خود را به عنوان یک مسیر تجاری بین‌المللی از دست داد، زیرا کشتی‌ها بزرگتر شدند و دیگر نمی‌توانستند در آبدره کم‌عمق حرکت کنند.

## قلعه‌ها
برپایه نوشتهٔ سرگذشت‌نامه کنوتلینگا، کنود لاوارد دو قلعه در یکی از باریک‌ترین نقاط اشلای ساخت. قلعه کیل (برگرفته از کلمه نورس قدیم kīll≈kile) در دماغه‌ای قرار داشت که به اشلای می‌رسید، جایی که میسوند شروع می‌شد. نام مکان کیلفود در سمت سوانسو به نظر می‌رسد یادآور آن است. در ساحل مقابل در سمت آنگل، او قلعه دیگری ساخت. علاوه بر این، او ورودی اشلای داخلی و هدبی را با تیرهای چوبی و زنجیرهای آهنی مسدود کرد تا از کشتی‌های خارجی عوارض گمرکی دریافت کند. بر روی ارتفاعات در امتداد سواحل آبدره، بقایای خاکریزهای دیگری مانند خاکریز مارگرت وجود دارد. بعدها، اریک پومرانی حداقل دو قلعه قرون وسطایی با قلعه سوان در ساندساگر روبروی آرنس و قلعه کونگ در بونرت/بونوم ایجاد کرد. اشلای همراه با دانویرکه و آبدره اکرنفورده بخشی از مرز دفاعی جنوبی دانمارک بود. در باریک‌ترین نقطه در میسوند، مواضع دانمارکی در سال‌های ۱۸۵۰ و ۱۸۶۴ مانع از عبور آلمانی‌ها به آنجل و در نتیجه دور زدن دیوار اصلی دانویرکه شد.

## ماهیگیری شاه‌ماهی
اشلای همچنین محل ماهیگیری گسترده شاه‌ماهی بود. بسیاری از سدهای ماهیگیری در اشلای در سندی از سال ۱۴۳۱ ذکر شده است که در میان چیزهای دیگر به یک سد ماهیگیری در مقابل الهبرگ اشاره می‌کند. در هولمن در اشلسویگ هنوز ماهیگیران اشلای فعال هستند. در کپل آخرین سد ماهیگیری (sildehegne) در اروپا وجود دارد. این سد از چندین تیر چوبی تشکیل شده است که در آبدره کوبیده شده و توسط حصیری چوبی به هم متصل شده‌اند. به خصوص شاه‌ماهی، مارماهی، ماهی‌های خاردار، ماهی سفید و سایر ماهی‌های سفید صید می‌شوند.

## املاک
در حدود قرن شانزدهم، تعدادی از املاک در شبه جزیره سوانس در جنوب آبدره و در شرق آنجل تأسیس شد که تا به امروز بر چشم‌انداز تأثیر می‌گذارند. بسیاری از کشاورزان در نتیجه به رعیت تبدیل شدند، در حالی که در بیشتر آنجل، کشاورزان عمدتاً آزاد ماندند. از جمله بزرگ‌ترین املاک می‌توان به ساکستروپ، گربای، دامپ، لوییزنلوند و روست اشاره کرد.

## نام
نام اصلی اشلای احتمالاً آنگل بوده است؛ بنابراین، آنگل در ابتدا به منطقه آنگل مرتبط نبود. این نام از کلمه نورس قدیم angr گرفته شده است که به معنی «باریک» است؛ بنابراین، آنجل به معنی «آبدره باریک» است که به خوبی با اشلای طولانی و باریک مطابقت دارد.
اعتقاد بر این است که نام فعلی اشلای فقط برای اشلای داخلی (گستره بزرگ و کوچک در نزدیکی شهر اشلسویگ) استفاده می‌شده است. تصور می‌شود که این کلمه با Slæ مرتبط است. Slæ به معنی نی و گیاهان آبزی است که در اینجا یافت می‌شوند.

## جزایر، خلیج‌ها و تنگه‌ها
چندین جزیره و آبخوست در اشلای وجود دارد. جزایر آبدره کوچک و کم ارتفاع هستند و امروزه خالی از سکنه هستند. جزیره مرغ دریایی (Mågeøen) درست در مقابل شهر اشلسویگ قرار دارد. در اواسط قرن دوازدهم، کنود لاوارد قلعه سنت یورگنسبورگ را بر روی این جزیره کوچک ساخت. این جزیره امروزه یک منطقه طبیعی است.
در نزدیکی میسوند (روبروی قلعه کونگ) جزیره کوچک ایده‌آل کیدولم (به آلمانی Kieholm) قرار دارد که قبلاً بچه بزها در آن نگهداری می‌شدند. امروزه این جزیره با نام جزیره عشق (یا Liebesinsel) شناخته می‌شود. جزایر دیگر عبارتند از جزیره قلعه گوتورپ، فلینتولم یا هستولم. جزیره کوچک لیندولم در مقابل لیندا امروزه زیر آب رفته است.
اشلای مسیر بسیار پرپیچ و خمی دارد و خلیج‌ها، آبگیرها و تنگه‌های زیادی در آن وجود دارد. می‌توان به خلیج‌های سلک، هادبی، هولم، گستره کوچک و بزرگ، تنگه استگسویک، میسوند، اورنوم، برودربی، بیستروپ، گوندبی، لیندا، بوک در نزدیکی سیسبی، آرنس، رابولسوند، ورمس‌هوود و اولپنس اشاره کرد.

## قتل پادشاه
در آب‌های نزدیک میسوند، پادشاه اریک پلوپنینگ در ۹ اوت ۱۲۵۰ (شب سنت لارنس) پس از ملاقات با دوک آبل در جزیره مرغ دریایی، سر بریده شد. سپس جسد به داخل اشلای انداخته شد. از آن زمان گفته می‌شود که مرغ‌های دریایی بر فراز اشلای فریاد می‌زنند «اریک، اریک». آنها کلاغ‌های آبل یا کبوترهای اریک نامیده می‌شوند. جسد بعداً در ساحل جنوبی آبدره پیدا شد. در نزدیکی بوبو
در مارس ۲۰۱۸ مشخص شد که شرکت خدمات شهری اشلسویگ (Stadtwerke Schleswig) سال‌ها از طریق تصفیه‌خانه فاضلاب خود، بقایای پلاستیکی را در اشلای تخلیه کرده است. پلاستیک از بقایای مواد غذایی صنعتی می‌آمد که شرکت ReFood به کارخانه بیوگاز شرکت خدمات شهری اشلسویگ فروخته بود. با این حال، آلودگی به کل آبدره به سمت اشلیمینده در دهانه اشلای به دریای بالتیک گسترش یافته است. شبه جزیره ریجولم که تحت حفاظت طبیعی است به ویژه تحت تأثیر قرار گرفته است. به دلیل وسعت عظیم آلودگی، یک گروه ویژه برای مدیریت کار پاکسازی آغاز شده تشکیل شد. پاکسازی ممکن است چندین سال طول بکشد و هزینه آن هفت رقمی خواهد بود.